# Janina Orlov
Janina Maria Orlov, född 10 februari 1955 i Helsingfors, är en finlandssvensk översättare och litteraturvetare.

## Karriär
Janina Orlov avlade 2005 doktorsexamen i ryska språket och litteraturen vid Åbo Akademi på en avhandling om Pusjkins "Sagan om tsar Saltan". Hon är universitetslektor vid Institutionen för kultur och estetik vid Stockholms universitet.
Janina Orlov är översättare från ryska och finska till svenska, främst inom barn- och ungdomslitteratur, men även litteratur för vuxna. Bland de författare hon översatt kan nämnas Sofi Oksanen, Andrej Gelasimov och Nina Sadur.
Orlov sitter med i den arbetsgrupp som av Kulturrådet fått i uppdrag att ta fram femtio nya klassiker för grund- och gymnasieskolan och har också varit fackligt aktiv inom Sveriges författarförbund.
Janina Orlov var gift med Ulf Stark.

## Översättningar (urval)

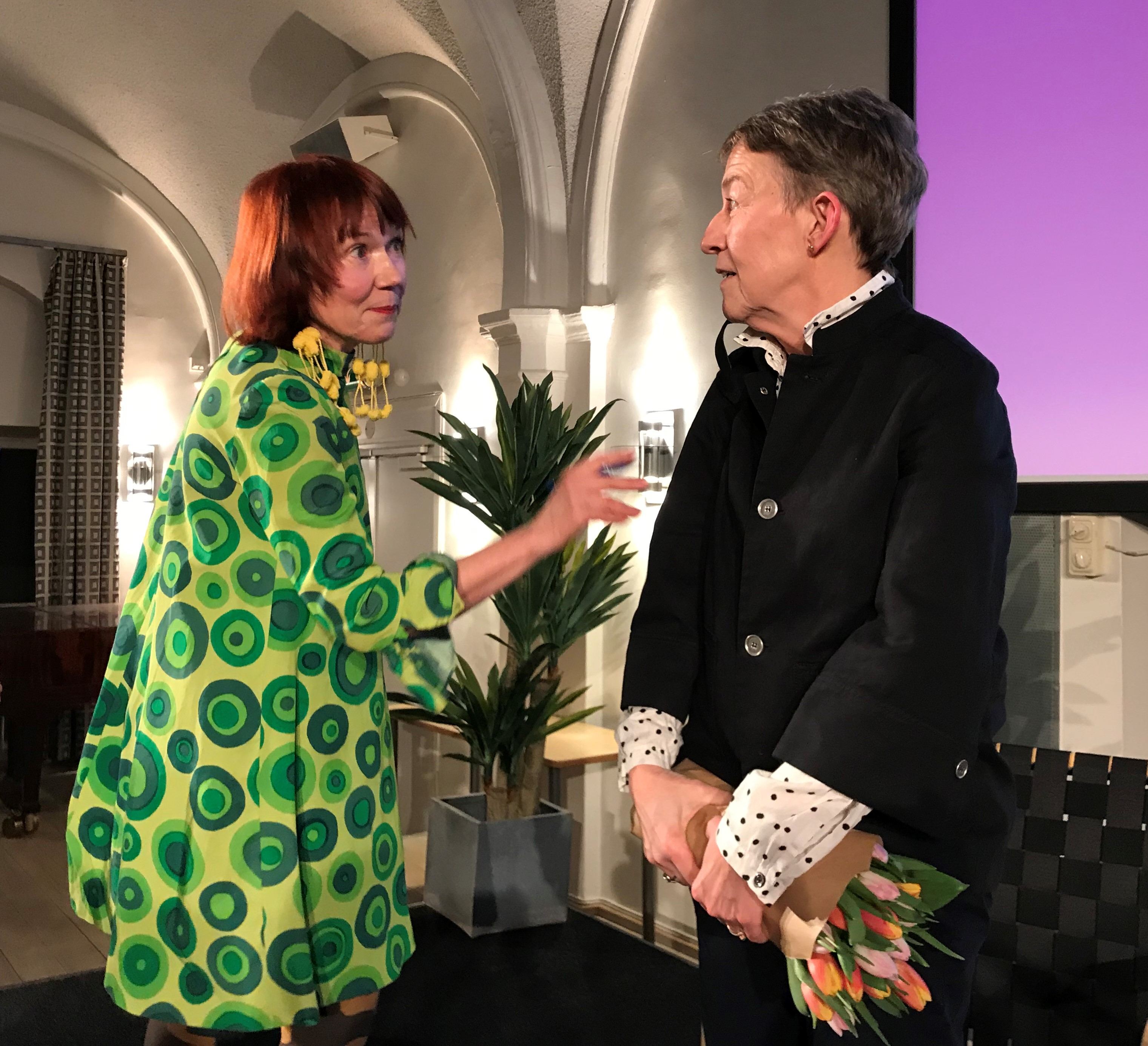
Janina Orlov och Rosa Liksom i samtal på Finlandsinstitutet efter en presentation av Rosa Liksoms roman "Överstinnan" i februari 2019, med Janina Orlov som intervjuare.

### Från ryska
- Aleksandr Pusjkin: Sagan om tsar Saltan (Skazka o tsare Saltane) (Bonnier Carlsen, 1997)
- Nina Sadur: Lustgården (Sad) (Norstedt, 2001)

### Från finska
- Sofi Oksanen: Stalins kossor (Stalinin lehmät), Bazar, 2007
- Rosa Liksom: Kupé nr 6 (Hytti nro 6), Wahlström & Widstrand, 2012
- Katja Kettu: Barnmorskan, Bonnier, 2013
- Rosa Liksom: Överstinnan (Everstinna), Wahlström & Widstrand, 2019
- Rosa Liksom: Kupé nr 6 (Hytti nro 6), Wahlström & Widstrand, 2012
- Rosa Liksom: Sånt är livet (Väliaikainen), Wahlström & Widstrand, 2015
- Rosa Liksom: Älven (Väylä), Wahlström & Widstrand, 2023

## Priser och utmärkelser
- 2014 – Hedersomnämnande i samband med utdelningen av priset Årets översättning 2013: för översättningen av Katja Kettus Barnmorskan (Bonnier)[4]
- 2015 – statens utländska översättarpris på 15 000 euro för sina stora insatser den finska litteraturen till fromma.[5]
- 2016 – Finlands Lejons ordens utmärkelse Pro Finlandia-medaljen,[6]
- 2018 – Hugo Bergroth-priset[7]
- 2022 – Svenska Akademiens Finlandspris.[8]
- 2024 – Letterstedtska föreningens nordiska översättarpris[9]